# Richard Gordon

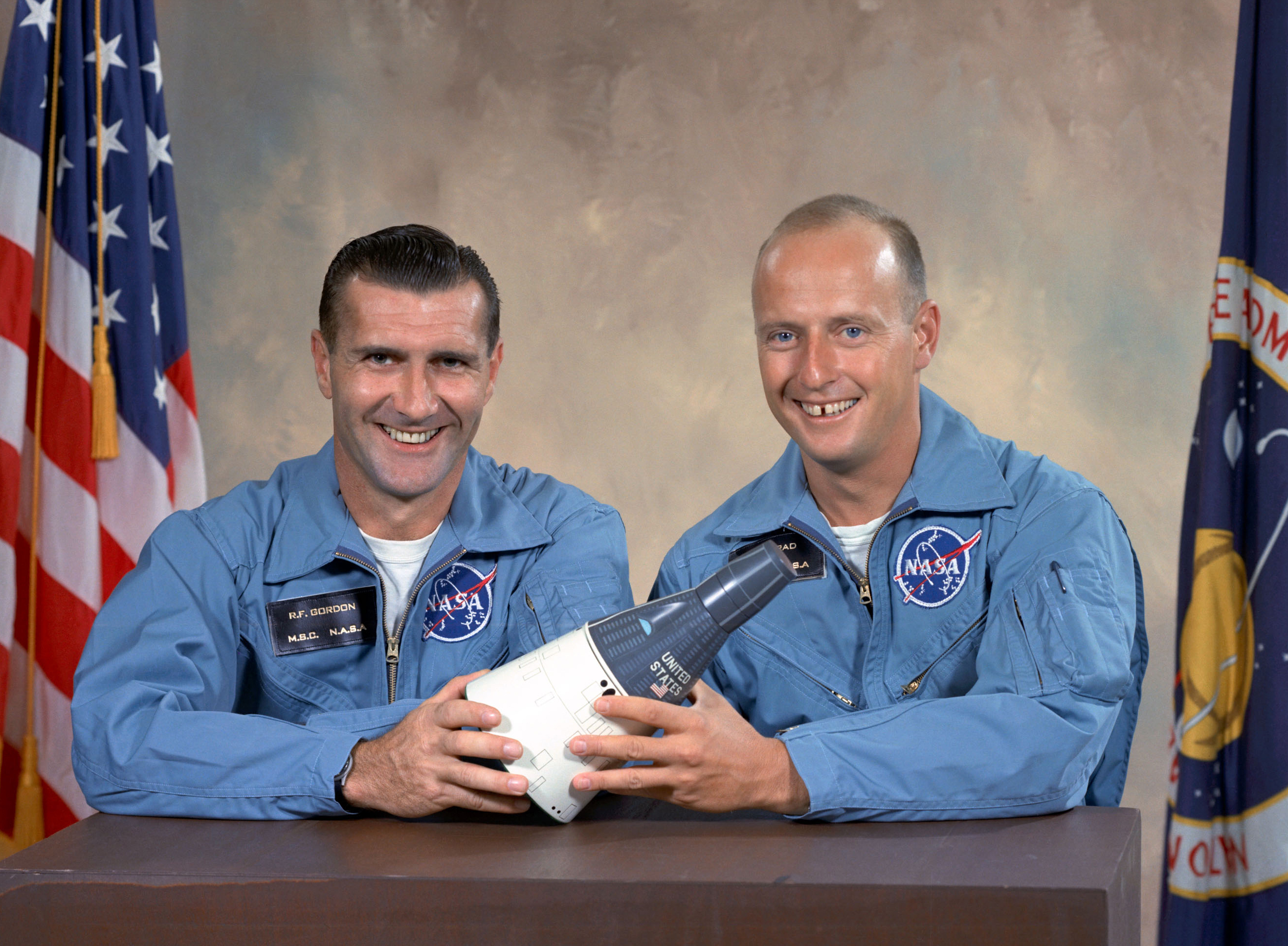
Załoga Gemini 11: Richard Gordon i Charles Conrad

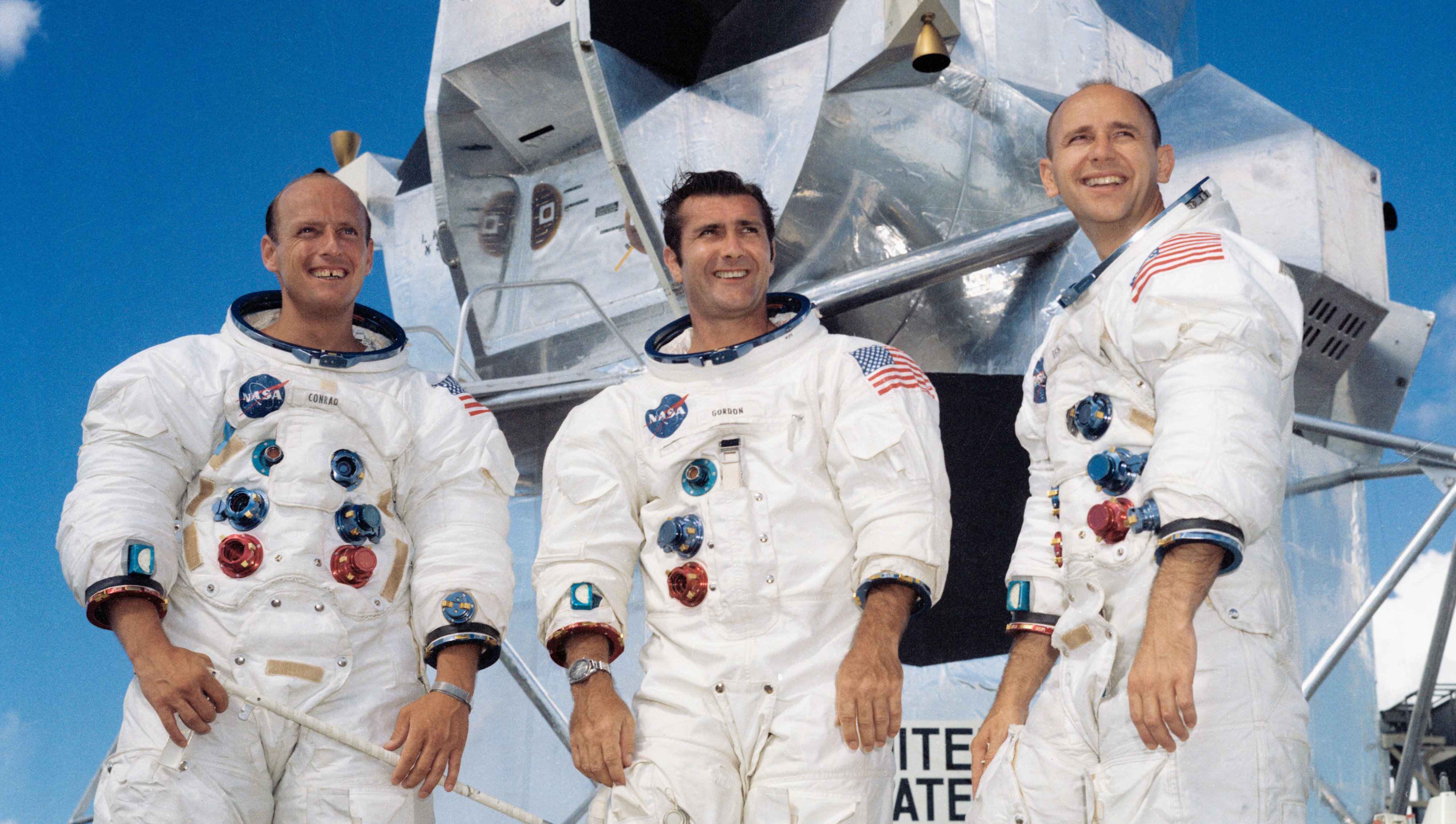
Załoga Apollo 12: (od lewej) Charles Conrad, Richard Gordon i Alan Bean

Richard Francis „Dick” Gordon, Jr. (ur. 5 października 1929 w Seattle, zm. 6 listopada 2017 w San Marcos) – amerykański astronauta, komandor United States Navy.

## Wykształcenie i służba wojskowa
W 1947 ukończył szkołę średnią (North Kitsap High School) w Poulsbo w stanie Waszyngton. W 1951 został absolwentem University of Washington, otrzymując licencjat z zakresu nauk chemicznych.
Do Marynarki Wojennej Stanów Zjednoczonych wstąpił w 1952. Rok później zdobył kwalifikacje pilota lotnictwa morskiego. Ukończył kurs latania w każdych warunkach pogodowych (All-Weather Flight School), po zakończeniu którego służył w eskadrze myśliwców w morskiej bazie lotniczej Jacksonville (NAS Jacksonville) na Florydzie. W 1957 przeszedł kurs w Szkole Pilotów Doświadczalnych w bazie lotniczej Patuxent River w stanie Maryland i do 1960 był pilotem doświadczalnym amerykańskiej marynarki. Brał udział w oblatywaniu samolotów: F-8U Crusader, F-11F Tiger, FJ Fury, A-4D Skyhawk. Był wiodącym pilotem testującym samolot F-4H Plantom II. Później służył jako instruktor pilotażu samolotów F-4H w 121 eskadrze myśliwców (Fighter Squadron 121), a następnie w 96 eskadrze myśliwców (Fighter Squadron 96), stacjonujących w bazie lotniczej Miramar (NAS Miramar) w Kalifornii.
W maju 1961 został zwycięzcą wyścigu lotniczego z Los Angeles do Nowego Jorku, ustanawiając nowy rekord przelotu transkontynentalnego wynoszący 2 godziny i 47 minut oraz jednocześnie – rekord prędkości: 1 399,71 km na godzinę (869,74 mil na godzinę).
Ukończył Podyplomową Szkołę Marynarki Wojennej (Naval Postgraduate School) w kalifornijskim Monterey.
Wylatał ponad 4500 godzin, z czego na samolotach odrzutowych 3500.
1 stycznia 1972 opuścił szeregi Marynarki Wojennej, przechodząc w stan spoczynku.

## Kariera astronauty
- 18 października 1963 został zakwalifikowany przez NASA do trzeciej grupy astronautów amerykańskich (NASA-3(inne języki)). Przygotowywał się do lotów na statkach kosmicznych w ramach programów Gemini i Apollo.
- Podczas dwóch misji kosmicznych spędził w kosmosie ponad 13 dni. Dwukrotnie odbył spacery kosmiczne (EVA), trwające w sumie dwie godziny i 41 minut.
- 1 stycznia 1972 odszedł z NASA, kończąc jednocześnie służbę w US Navy.

### Program Gemini
We wrześniu 1965 został dublerem pilota statku Gemini 8 oraz wyznaczono go do podstawowej załogi lotu Gemini 11. Podczas przygotowań przeszedł trening w zakresie prac w otwartej przestrzeni kosmicznej.
W czasie misji Gemini 9 utrzymywał łączność (CapCom) z astronautami przebywającymi na orbicie.
12 września 1966 pilot wystartował jako drugi do trzydniowej misji Gemini 11, która przewidywała spotkanie ze stopniem rakiety Agena, wyniesionym wcześniej na orbitę okołoziemską. Dowódcą misji był Charles Conrad. Manewr połączenia wykonano czterokrotnie. Przy wykorzystaniu silników Ageny orbita Gemini 11 została podwyższona na dwa okrążenia wokół Ziemi. Była to rekordowa wysokość 1367,94 km. Później wykonano manewr obniżenia orbity do wysokości mniejszej niż 300 km. Gordon dwukrotnie wychodził w otwarty kosmos, demontując m.in. pułapkę mikrometeorytową z powierzchni Ageny – połączył ją ze statkiem Gemini 11 liną o długości trzydziestu metrów. Zbadano dzięki temu dynamikę tak połączonych obiektów. 15 września pojazd wodował na Oceanie Atlantyckim w odległości zaledwie czterech kilometrów od jednostki ratunkowej – uderzeniowego okrętu desantowego USS „Guam”. Po raz pierwszy w programie Gemini operacja powrotu na Ziemię została zrealizowana automatycznie.

### Program Apollo
W listopadzie 1967 wyznaczono go na pilota modułu dowodzenia do załogi rezerwowej Apollo 9, trzeciego załogowego lotu w ramach tego programu. Jednocześnie otrzymał przydział do załogi podstawowej Apollo 12. Razem z nim do zadań tych zostali wybrani: Charles Conrad i Alan Bean.
14 listopada 1969 statek kosmiczny Apollo 12 wystartował z Przylądka Canaveral. Podczas startu w rakietę nośną Saturn V uderzył piorun, ale na szczęście nie spowodował żadnych uszkodzeń. 17 listopada moduł dowodzenia „Yankee Clipper” oraz lądownik księżycowy „Intrepid” znalazły się na orbicie Księżyca. Dzień później Conrad i Bean wylądowali na księżycowym Oceanie Burz w odległości zaledwie 163 metrów od sondy Surveyor 3, która dotarła tam w 1967. Podczas dwóch spacerów astronauci zebrali ponad 34 kg próbek gruntu i zdemontowali szereg urządzeń sondy. Richard Gordon do powrotu swoich kolegów przez ponad 31 godzin przebywał samotnie w module dowodzenia. W tym czasie fotografował powierzchnię Księżyca w poszukiwaniu miejsc mogących stać się lądowiskami dla pojazdów księżycowych w kolejnych misjach programu Apollo. Powrót statku na Ziemię i wodowanie na Oceanie Spokojnym nastąpiło 24 listopada. Z powodu wysokiej fali kapsuła z astronautami znalazła się w wodzie dziobem w dół. Miało to miejsce 3,7 km od okrętu ratowniczego – lotniskowca USS „Hornet”. Po kilku minutach napełnienie gazem balonów rozmieszczonych wokół kapsuły spowodowało jej powrót do właściwej pozycji.
W marcu 1970 Gordon został mianowany dowódcą załogi rezerwowej misji Apollo 15. Po raz trzeci miał lecieć w kosmos jako dowódca statku Apollo 18. Do załogi zostali wyznaczeni także Harrison Schmitt (geolog, który został przesunięty ostatecznie do lotu Apollo 17) i Vance Brand. Misję jednak odwołano z powodu cięć budżetowych.
Od sierpnia 1971 pracował w oddziale astronautów w programie skonstruowania statku kosmicznego wielokrotnego użycia Space Shuttle.

## Po opuszczeniu NASA
- Od 1972 pracował jako wiceprezes wykonawczy w klubie futbolu amerykańskiego – New Orleans Saints, grającego w zawodowej National Football League.
- Od kwietnia 1977 był generalnym menedżerem teksańskiej firmy Energy Developers Ltd., funkcjonującej w sektorze przemysłu naftowego i gazowego.
- W maju 1978 został prezesem spółki Resolution Engineering and Development Co. (REDCO), która m.in. zajmowała się sprzętem przeciwpożarowym dla szybów naftowych.
- W styczniu 1980, po połączeniu REDCO z przedsiębiorstwem Amarco Resources, został wiceprezesem ds. marketingu firmy Westdale – filii Amarco Resources, która zajmowała się obsługą szybów naftowych w stanach Teksas i Oklahoma.
- W latach 1981–1983 pracował w Los Angeles jako dyrektor filii firmy Scott Science and Technology, Inc., którą założył jego kolega z korpusu astronautów – David Scott (dowódca misji Apollo 15).
- Od marca 1982 pełnił też funkcję prezesa firmy Astro Sciences Corp. z siedzibą w Los Angeles.
- W lecie 1984 był konsultantem technicznym miniserialu telewizji CBS Space, według scenariusza Jamesa Michenera. Wystąpił w nim także w epizodycznej roli CapComa.

Gordon był członkiem Amerykańskiego Towarzystwa Astronautycznego (American Astronautical Society), międzynarodowego Towarzystwa Pilotów Doświadczalnych (Society of Experimental Test Pilots) oraz Navy League.

## Odznaczenia i nagrody
- Navy Distinguished Service Medal
- Distinguished Flying Cross – dwukrotnie
- NASA Distinguished Service Medal
- NASA Exceptional Service Medal
- Navy Astronaut Wings
- Institute of Navigation Award (1969)
- Godfrey L. Cabot Award (1970)
- Rear Admiral William S. Parsons Award for Scientific and Technical Progress (1970)
- Phi Sigma Kappa Merit Award (1966)
- NASA MSC Superior Achievement Award
- NASA Group Achievement Award
- Wprowadzenie do Panteonu Sławy Astronautów Stanów Zjednoczonych (United States Astronaut Hall of Fame) (1993)
- Universal Astronaut Insignia za lot orbitalny (nr 28, pośmiertnie) – Stowarzyszenie Uczestników Lotów Kosmicznych (Association of Space Explorers(inne języki))[2]

## Wykaz lotów
| Loty kosmiczne, w których uczestniczył Richard F. Gordon                 | Loty kosmiczne, w których uczestniczył Richard F. Gordon | Loty kosmiczne, w których uczestniczył Richard F. Gordon | Loty kosmiczne, w których uczestniczył Richard F. Gordon | Loty kosmiczne, w których uczestniczył Richard F. Gordon | Loty kosmiczne, w których uczestniczył Richard F. Gordon |
| Nr                                                                       | Data startu                                              | Data lądowania                                           | Statek kosmiczny                                         | Funkcja                                                  | Czas trwania                                             |
| ------------------------------------------------------------------------ | -------------------------------------------------------- | -------------------------------------------------------- | -------------------------------------------------------- | -------------------------------------------------------- | -------------------------------------------------------- |
| 1                                                                        | 12 września 1966                                         | 15 września 1966                                         | Gemini 11                                                | Drugi pilot                                              | 2 dni 23 godziny 17 minut i 8 sekund                     |
| 2                                                                        | 14 listopada 1969                                        | 24 listopada 1969                                        | Apollo 12                                                | Pilot modułu dowodzenia                                  | 10 dni 4 godziny 36 minut i 25 sekund                    |
| Łączny czas spędzony w kosmosie — 13 dni 3 godziny 53 minut i 33 sekundy |                                                          |                                                          |                                                          |                                                          |                                                          |